# Índice de Ravaz
Índice de Ravaz é a designação pela qual são conhecidos dois indicadores utilizados em viticultura (ou ampelografia). Os índices foram introduzidos por Louis Ravaz, um especialista francês em ampelografia. Os índices são os seguintes:
1. Escala utilizada para medir a resistência intrínseca ao ataque da filoxera das diversas espécies e cultivares de vinha. A escala mede a susceptibilidade em função do grau de ataque observado, numa escala que varia entre 0 (susceptibilidade total), atribuído à Vitis vinifera, e o valor de 20 (resistência total), atribuído à Vitis rotundifolia.
2. Índice numérico que avalia o equilíbrio entre o vigor vegetativo e a produção de um vinhedo. Calcula-se dividindo o peso das uvas vindimadas pelo peso da lenha e poda, isto é dos sarmentos podados no inverno imediato [Índice de Ravaz = (kg de uvas)/(kg de lenha de poda)]. O valor depende da variedade de videira, das condicionantes edafológicas e climáticas e do vigor das plantas. Para as variedades europeias de videira, o índice deve situar-se entre 5 e 10, sendo que valores muito altos indicam risco de esgotamento.